# Dactylispa pachycera
Dactylispa pachycera is een keversoort uit de familie bladkevers (Chrysomelidae). De wetenschappelijke naam van de soort werd in 1871 gepubliceerd door Carl Eduard Adolph Gerstäcker.